# Joseph Layraud

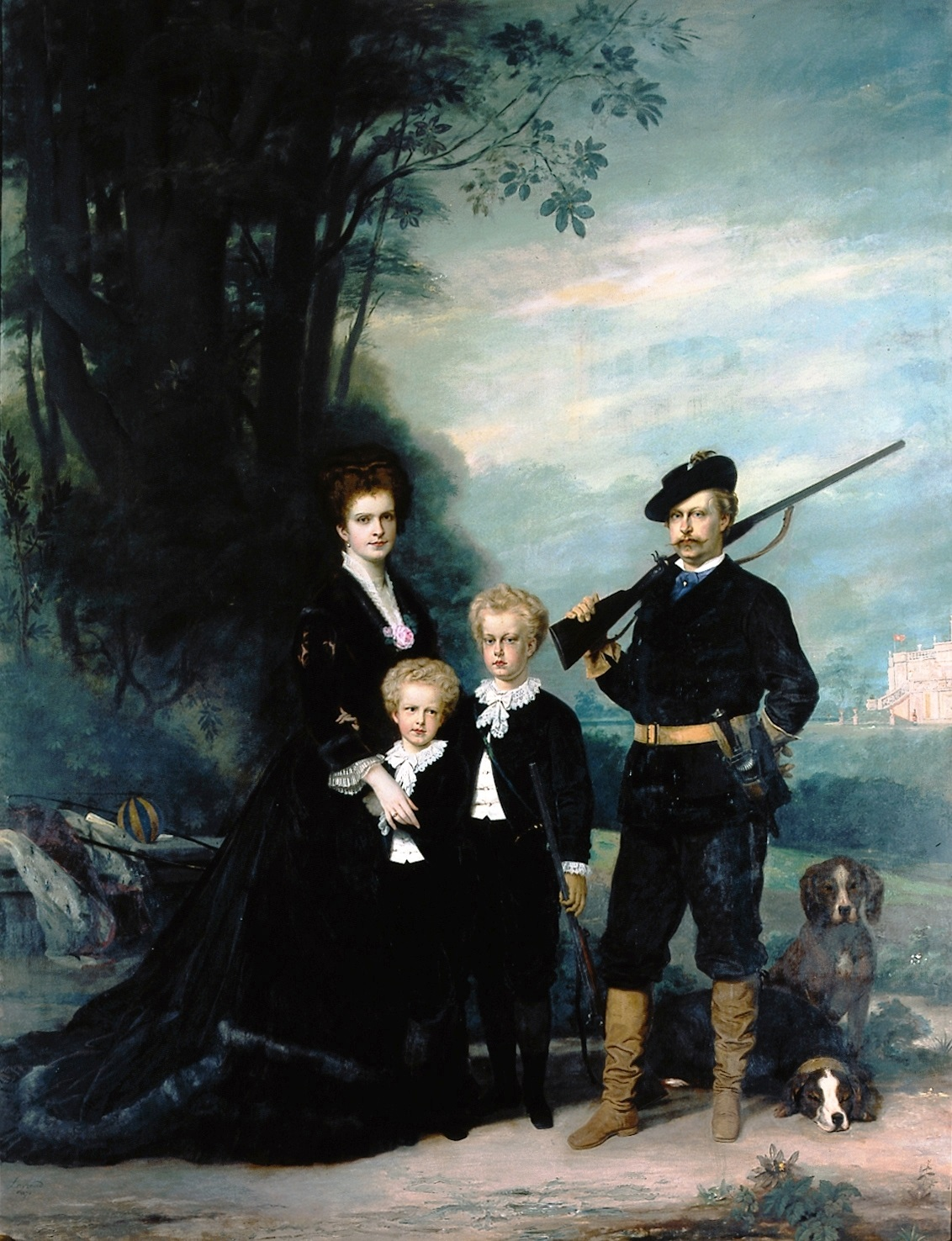
Retrato da família real portuguesa, por Joseph Layraud.

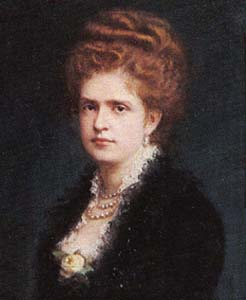
Retrato da Rainha D. Maria Pia, por Joseph Layraud.

Joseph-Fortuné-Séraphin Layraud (1833-1913) foi um pintor francês.
Começou a aprender pintura em Marselha, no ano de 1853, sendo seu mestre Henri Loubon. Daí prosseguiu, em 1856, para a Escola de Belas Artes de Paris, onde foi estudante e discípulo de Leon Cogniet e Tony Robert-Fleury.
Terminada a sua aprendizagem seguiu para Roma, tendo permanecido naquela cidade entre 1864 e 1870, na Villa Medici. Ali distinguiu-se como pintor de história e de retratos. Obteve em 1863 o Prémio de Roma (Grand Prix de Rome),
Esteve em Portugal no século XIX, onde executou um interessante "Retrato da Família Real Portuguesa", em 1876, onde figuram, o rei D. Luís I, em traje de caçador, a rainha D. Maria Pia, e os seus dois filhos, hoje existente no Palácio Nacional da Ajuda. Da sua autoria, existem igualmente neste palácio de Lisboa, também executados no ano de 1876, dois retratos da rainha D. Maria Pia, um deles notável.
Segundo diz Émile Chavignerie no seu «Dicionário», Layraud veio a Lisboa retratar a Família Real e fez os retratos de D. Fernando, da Condessa de Edla, da rainha e dos príncipes. No Museu de Troyes existe o seu retrato «Vista de Lisboa». No «Álbum Cifka» (Museu Nacional de Arte Antiga) há trabalhos seus: os desenhos «Retrato de D. Fernando» e «Uma preta» e a aguarela «Vista da Capela de Aljubarrota», os dois últimos datados de 1876 e 1877 respectivamente.
Em 1892 tornou-se professor na Academia de Belas Artes de Valenciennes, cidade onde viria a viver até sua morte. Está sepultado no Cemitério de São Roque (Valenciennes).

## Biografia
Joseph-Fortuné-Séraphin Layraud nasceu em 12 de outubro de 1833 em La Roche-sur-le-Buis (Drôme), no interior da França, cidade em que seu pai possuía uma taberna e uma pequena fazenda de 15 hectares. O pintor era o sexto filho de oito irmãos, e  foi desfavorecido pela morte de seus pais pela herança que privilegiava os dois irmãos mais velhos. Até os seus 20 anos de idade ele trabalhava apenas como pastoreiro pelas colinas de Drôme e mantinha o rebanho da família. Apesar de não ter tido grande conhecimento em sua terra natal, as pinturas dele são de grande destaque em razão às suas técnicas similares à aquarela.

### Trabalho como pastor
Certo dia, depois de se deparar pela estrada com um vendedor ambulante de estátuas, Fortuné Layraud se inspirou e ocupou suas mãos durante os próximos meses de verão, sozinho com seu rebanho, modelando pequenas peças em argila e depois colorindo-as.
Jouve, o padre de La Roche-sur-le-Buis, foi a pessoa que notou inicialmente os dons artísticos do jovem pastor e o tomou sob sua proteção, retomando sua alfabetização - a qual havia sido abandonada por um longo tempo. O pároco também foi o responsável por ministrar-lhe aulas básicas de desenho e pintura. A partir de então, o jovem nunca mais deixou de pintar. Como sua família não concordou com a ideia de que ele se tornasse pintor, Fortuné Layraud juntou dinheiro para sair de sua aldeia: ele se tornou um caçador, provavelmente um caçador que realizava sua atividade às escuras, vendendo, em 1853, peles de diversos animais (como raposa por exemplo) na feira local.
Por conta de sua persistência, em abril de 1853 ele conseguiu ser confiado por sua família a um tio em Marselha que era um oficial da alfândega, o qual não recepcionou o pastor muito receptivamente devido às suas roupas humildes e longa barba e fios de cabelo.

### Estudante da Beaux-Arts de Marseille
Finalmente, Fortuné Layraud conseguiu convencer seu tio a apresentá-lo a Émile Loubon, diretor da escola de artes plásticas da cidade, o qual também fica espantado ao conhecer o pastor em razão de seu vocabulário xucro e aparência humilde, insinuando, inclusive, que Fortuné Layraud deveria "retornar às ovelhas". Porém, após muita insistência do jovem, Loubon resolve aceitá-lo por uma semana em seu estúdio. O trabalho de Fortuné Layraud foi tão bom que Loubon, não apenas não quis que ele não fosse mais embora de deu estúdio, mas como depois de seis meses sugeriu que ele enviasse uma cópia de sua pintura "La Vie et la Mort" ("A vida e a Morte") ao Conselho Geral da Drôme.
Durante esse mesmo período, a epidemia de peste devastou Marselha. Fortuné Layraud foi mobilizado para a Artilharia de Grenoble. Enviado para a Criméia, onde a guerra estava a todo vapor, ele é encaminhado para a Marselha para embarcar em Sevastopol, mas durante os preparativos para a viagem, o pintor fica doente.
Durante sua convalescença, ele tentou encontrar um substituto para ele no exército em que combatia para que não tivesse que pagar a multa de 2.000 francos, como era costume na época. Mas a má sorte continua: os três primeiros substitutos que ele apresentou foram sucessivamente negados por vários motivos. Finalmente, o quarto candidato é aceito como um sapateiro. Enquanto isso, os conselheiros gerais da Drôme, abismados com a qualidade da pintura "La Vie et la Mort" - a qual finalmente fora recebida por eles - atribuíram ao jovem pintor uma pensão anual de 600 francos, permitindo-lhe realizar seus estudos em Paris , e, ainda, colocando sua pintura no Museu de Valência.

### Os estudos em Paris
Liberado de suas obrigações militares, Layraud pode finalmente ir à Paris, em 1855, onde fora recomendado a Léon Cogniet. Ele se matriculou na École des beaux arts de Paris (Escola de Belas Artes de Paris), em 9 de outubro de 1856, e começou seu aprendizado, depois sua carreira como artista, com o professor e também pintor Robert-Fleury. Em 1859, participou pela primeira vez no Salão de Paris e apresentou duas pinturas, incluindo um auto-retrato.
Fortuné Layraud obteve o segundo Grande Prêmio de Roma ("Prix de Rome") no concurso de pintura de 1863, com a obra "Sophocle accusé par ses fils" e, assim, o Conselho Geral do Drôme decide duplicar sua pensão. Em 1861, ainda como aluno, exibiu três telas no Salão de Paris, incluindo "Le Portrait de Pierre Dupont", compositor famoso e poeta da época, de quem se tornou amigo, bem como Léon Gambetta e Émile Loubet.
Apenas dois anos depois, em 1863, que Layraud, com sua pintura "Joseph se fait reconnaître par ses frères", recebeu o renomado primeiro Grande Prêmio Alphonse Monchablon. O conselho municipal de seu condado, no entanto, dividiu algumas linhas louváveis em uma deliberação de outubro de 1863 e esse sucesso abre a Layraud as portas da Academia Francesa em Roma, onde permaneceu de 1864 a 1870.

### Villa Medici
Em 24 de janeiro de 1864, Layraud ingressou na Villa Medici, em Roma, próximo da Trinità dei Monti. Durante esse período, ele viaja para diversas cidades italianas, como Pompéia, Nápoles, etc. Neste mesmo período produziu numerosas obras, gradualmente especializando-se em retratos e produzindo suas primeiras grandes telas. Foi em Roma que ele concebeu, em 1869, a obra Portrait de Franz Liszt e também Saint-Sébastien, que hoje encontra-se na igreja de sua antiga aldeia nativa.
Em 1870 ele pintou a obra Brigands et captifs, a qual foi exibida na Exposição Internacional de Londres de 1871 e adquira posteriormente pelo governo inglês. Curioso ressaltar que durante os anos de 1955 e 1986, essa tela desapareceu misteriosamente.

### O período português
Voltando a Paris, em 1870, após sua estadia na Villa Medici, Fortuné Layraud foi enviado por Léon Gambetta para seguir as tropas nos campos de batalha de Champigny. Em 1872, exibiu na mostra de 1872 a obra Supplice de Marsyas, pintada durante sua estadia na Villa Medici. Ele então viajou para Londres, Espanha e, durante 1873 e 1877, permaneceu em Portugal, onde conheceu a família real e teve a oportunidade de fazer seus retratos. Em 1874, pintou La Rive droite du Tage et Vue de Lisbonne, em 1876, o retrato da rainha Maria Pia e, no Salão de Paris, em 1878.
Um dos quadros de maior destaque do pintor foi "Retrato da Família Real Portuguesa", feito em 1876, o qual traz D. Maria Pia de Sabóia e D. Luís I, com os filhos, num dia de verão, junto ao Palácio de Queluz. Sabe-se que custou entre 14 e 16 contos de réis e demorou a ser pago, o que terá motivado queixas por parte do pintor.
Layraud exibiu o retrato do rei Fernando II de Portugal e de sua esposa, Elise Hensler, A Condessa de EdLa. Ele, então, é condecorado como Cavaleiro da Ordem de Cristo.
É em Portugal que conhece Pauline Saunier que, deixando o marido em Lisboa, torna-se a companheira de Layraud até a sua morte. O pintor a representou várias vezes em suas obras.
De volta à França, Layraud e Pauline vão morar em Auteuil. Lá ele conhece seu amigo Émile Loubet, que era presidente da França no período Republicano, e faz vários retratos da família do presidente - os quais depois foram expostos na Exposição Mundial de 1900.
No Salão de 1881, Layraud apresentou  Diogène, exibida em 1883 em Amsterdã para a exposição internacional e depois entregue ao Museu de Narbonne.
Ele também é o autor da caixa de um dos vitrais da Catedral de Saint-Apollinaire em Valence (1896). O museu da cidade conta com sua obras Le radeau de la Méduse ("A Balsa da Medusa") feita por Layraud de acordo com a pintura de Géricault e a galeria do bispado um retrato do bispo de Valência.
Layraud foi nomeado em 1890 para o cargo de Cavaleiro da Ordem da Legião de Honra no título de Belas Artes, e é recebido pelo arquiteto Jean-Louis Pascal, que conheceu em Roma entre 1866 e 1870, para o Grande Prêmio de Roma.

### Academias de Valenciennes
Em 1892, Layraud solicitou exercer o cargo de professor de pintura nas Academia de Valenciennes, a qual ele chegou a ser diretor quando tinha quase 60 anos de idade. Provavelmente a garantia de um rendimento regular e a ideia de afastar a companheira - conhecida por gastar muito dinheiro na vida parisiense - que motivam a sua candidatura e o fazem se instalar nessa cidade.
A nomeação de um sulista para as Academias de Valenciennes é, em primeiro lugar, o tema de uma grande polêmica na imprensa local, mas Layraud é rapidamente admitido e integrado na sociedade de Valenciennes. Além de seus deveres como professor, ele participou ativamente do trabalho da Comissão do Museu da Cidade e realizou os retratos de muitos de seus concidadãos, inclusive do prefeito.
Participou dos salões artísticos de Valenciennes, Lille, Dunkirk, Arras ou Tourcoing, pelo menos até os 75 anos. Em 31 de julho de 1905, 20.000 Valenciennes receberam com uma grande recepção os dois vencedores do Prêmio de Roma: Lucien Brasseur (1º Grande Prêmio de Escultura) e Lucien Jonas (2º Grande Prêmio de Pintura).
Em seu discurso como organizador, Layraud previu "uma era de sucesso para os pintores de Valenciennes", uma previsão que provou ser precisa e que viu o nascimento de uma geração de pintores brilhantes no início do século XX. No Salão de 1912, finalmente, expõe "Napoléon et le pope" (Napoleão e o Papa) e, no de 1913, seu último trabalho, "La Réception d’un prix de Rome en la cité ou Réception à Valenciennes de Mirland et Jonas" (A recepção de um prêmio de Roma na cidade ou Recepção em Valenciennes de Mirland e JonasNote).

### Falecimento
Joseph-Fortuné-Séraphin Layraud renunciou a seu cargo em agosto e morreu em Valenciennes, em 12 de outubro de 1913, no dia de seu aniversário de 80 anos. Ele foi sepultado no cemitério de Saint-Roch, na cidade, perto do túmulo de Ernest Hiolle.